# Jules de Mirville
Markies Jules Eudes de Mirville (Gommerville, 24 april 1802 - 11 september 1873) was een Franse, katholieke auteur, die veel over spiritisme schreef.
Hij was de zoon van Alexandre Pierre Eudes de Catteville, markies van Mirville (1768-1848) en Agathe de Bouthillier-Chavigny (1777-1855). Hij huwde op 7 maart 1831 in Parijs met Mathilde de La Pallu (1806-1842) met wie hij twee dochters had: Aline (1834-1854) en Blanche (1838-1925).
De theosoof Blavatsky citeerde in De Geheime Leer (1888) meermalen uit zijn werk.